# Province de Magallanes
Pour les articles homonymes, voir Magallanes.
La province de Magallanes fait partie de la région de Magallanes et de l'Antarctique chilien au Chili. Elle a une superficie de 36 994,7 km2 pour une population de 121 675 habitants. La capitale provinciale est la ville de Punta Arenas. 

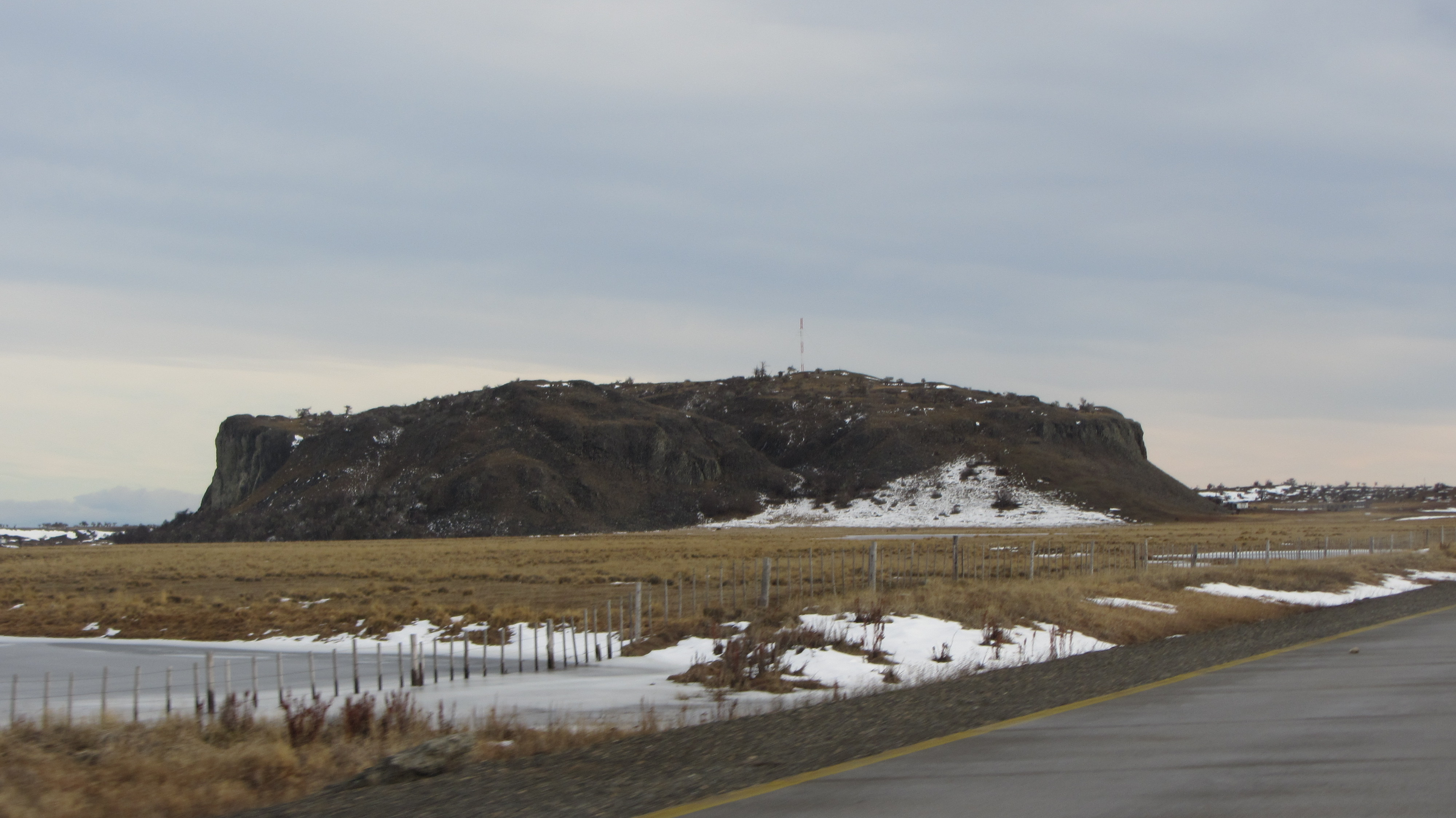
Morro Chico, lagon Blanc

## Communes
La province de Magallanes est divisée en quatre communes :
- Laguna Blanca ;
- Punta Arenas ;
- Río Verde ;
- San Gregorio.